# Xin’an (häradshuvudort i Kina, Heilongjiang Sheng, lat 44,58, long 129,63)
Xin'an (kinesiska: 新安, 东安区) är en häradshuvudort i Kina. Den ligger i provinsen Heilongjiang, i den nordöstra delen av landet, omkring 270 kilometer sydost om provinshuvudstaden Harbin. Antalet invånare är 200 160. Befolkningen består av 98 679 kvinnor och 101 481 män. Barn under 15 år utgör 9,0 %, vuxna 15-64 år 80 %, och äldre över 65 år 10,0 %.
Runt Xin'an är det tätbefolkat, med 550 invånare per kvadratkilometer. Närmaste större samhälle är Mudanjiang, 2,1 km väster om Xin'an. Runt Xin'an är det i huvudsak tätbebyggt.
Genomsnittlig årsnederbörd är 895 millimeter. Den regnigaste månaden är juli, med i genomsnitt 188 mm nederbörd, och den torraste är januari, med 7 mm nederbörd.